# 堀尾正明
堀尾 正明（ほりお まさあき、1955年〈昭和30年〉4月24日 - ）は、日本のフリーアナウンサー、総合司会者、ニュースキャスター、ラジオパーソナリティ、明海大学外国語学部客員教授、元日本体育大学客員教授、エフエム戸塚取締役。元NHKエグゼクティブアナウンサー（局次長級）。

## 経歴
父親は鉱山技術者で、マンガンなどの鉱脈を探して全国を転居した。岡山県岡山市で生まれ、山形県、愛知県、神奈川県と移り、中学から埼玉県大宮市で育つ。埼玉県立浦和高等学校、早稲田大学第一文学部哲学科を卒業する。中学校の卓球部で大宮市大会で優勝し、高校生時代はサッカー部でレギュラーメンバーとして活動する。大学在学中に文学座附属演劇研究所研究生としてミュージカルに出演、劇団俳優座映画放送部に所属して『大空港』（フジテレビ系）で東南アジアから来たマフィアの「ジミー」役など、テレビドラマに出演した。
俳優座を退団後、1981年に26歳でNHKにアナウンサーとして入局し、NHK北九州放送局に初任する。俳優を志望した経歴から、1987年NHK福岡放送局制作九州五分間ドラマ「博多屋台ものがたり」や「博多ごりょんさん物語」に、九州の実力派劇団テアトルハカタとともに出演する。「博多屋台ものがたり」では下川辰平と、「博多ごりょんさん物語」ではばってん荒川と競演した後、1993年に東京アナウンス室へ異動して芸能畑を担当する。1995年開始の『スタジオパークからこんにちは』の司会者となり、NHKの平日のワイド番組に5年間出演することで国民に広く知られる存在となった。
NHK大阪放送局で新人アナウンサー指導として有働由美子を担当し、のちに有働のNHK退職時に相談を受けた。
2000年から報道番組『NHKニュース10』でキャスターを務め、2001年9月11日のアメリカ同時多発テロ事件は、放送開始直後に第一報が入りニューヨークと中継を交えて伝えた。2002年に『サタデースポーツ』『サンデースポーツ』を担当してスポーツを担当し、自国開催の「2002 FIFAワールドカップ」報道でメインキャスターを務め、以降オリンピック関連の番組を担当する。2007年に『サンデースポーツ』を降板し、『難問解決!ご近所の底力』で司会進行を務めたことから「地域応援キャンペーン」担当となった。
2008年3月31日付でNHKを退局する。2008年8月に開催された北京オリンピックで、日本テレビのオリンピック中継番組メインキャスターを明石家さんまと櫻井翔（嵐）とともに担当した。2014年まで日本体育大学客員教授を務める。2008年10月に日本テレビ『誰だって波瀾爆笑』・『SUPERうるぐす』の司会に起用され、10月4日から2017年3月までTBSラジオ『土曜朝イチエンタ。堀尾正明+PLUS!』でパーソナリティを務める。
2009年9月28日からTBSテレビ平日夕方の報道・情報番組『イブニングワイド』の総合司会を務める。『誰だって波瀾爆笑』の収録のため、隔週木曜日に『イブニングワイド』を欠席した。2010年3月21日にNHKの「春“スタパ祭り2010”」の企画として、かつて『スタジオパークからこんにちは』で司会コンビを組んだ高見知佳とトークショーを開催した。2010年3月29日から2017年3月まで『イブニングワイド』をリニューアルした『Nスタ』で総合司会を務める。2010年4月から2011年3月までNHK-BS『地球ドキュメント ミッション』で司会を務める。2018年3月から中京テレビ『キャッチ! 』で金曜日レギュラーコメンテーターを務める。

## 人物
高校時代にサッカー部の練習試合で岡田武史と知り合い、堀尾がメインキャスターを務めたNHK「2002 FIFAワールドカップ」の特別番組に岡田が解説として出演した。
阪神タイガースと『冬のソナタ』のファンである。

## 出演

### テレビ
学生時代
- 大空港 第53話「マフィアの恐怖!フラメンコダンサーの愛と死」（フジテレビ、1979年9月10日）- ジミー

NHK在籍時代
報道・情報番組
| 期間           | 期間           | 番組名                                             | 役職                       |
| -------------- | -------------- | -------------------------------------------------- | -------------------------- |
| 福岡放送局時代 | 福岡放送局時代 | イブニングネットワークふくおか                     | キャスター                 |
| 大阪放送局時代 | 大阪放送局時代 | きんき845                                          | キャスター                 |
| 1995年3月22日  | 2000年3月      | スタジオパークからこんにちは                       | 司会                       |
| 2000年4月      | 2002年3月      | NHKニュース10                                      | キャスター                 |
| 2002年4月      | 2005年12月     | サタデースポーツ                                   | 司会                       |
| 2002年4月      | 2007年3月      | サンデースポーツ                                   | 司会                       |
| 2006年4月      | 2007年3月      | 福祉ネットワーク                                   | 『ハートをつなごう』進行役 |
| 2007年4月      | 2008年3月      | NHK地域応援キャンペーン関連番組・NHKネットワーク54 | 進行役                     |

特別番組・ドラマ・インタビュー関連番組・その他
- NHK青春メッセージ - 司会[2]（1993年度 - 1995年度）
- 連続テレビ小説『あぐり』 - ナレーション[2]（1997年度上半期）
- 第55回NHK紅白歌合戦 - 総合司会
- トリノオリンピック - 現地キャスター（2006年2月）
- 第38回思い出のメロディー 司会（2006年8月12日）
- NHK地域応援キャンペーン関連番組（2007年度）
  - にっぽんの底力（『難問解決!ご近所の底力』など。『ご近所の底力』は単独番組開始当初から担当）
  - 地域発!どうする日本
- 100年インタビュー（2007年4月 - 12月）

フリー転身後
報道・情報・ワイドショー番組
| 期間          | 期間          | 番組名                                 | 役職                                                               |
| ------------- | ------------- | -------------------------------------- | ------------------------------------------------------------------ |
| 2008年10月4日 | 2010年3月28日 | 江川×堀尾のSUPERうるぐす（日本テレビ） | 進行キャスター                                                     |
| 2009年8月14日 | 2009年8月14日 | NHKスペシャル（NHK総合テレビ）         | 『ふるさと法廷〜激論!お国柄の真相』司会                            |
| 2009年10月    | 2010年3月     | イブニングワイド（TBS）                | 総合司会                                                           |
| 2010年4月     | 2014年9月     | Nスタ（TBS）                           | 平日メインキャスター                                               |
| 2014年10月    | 2017年3月     | Nスタ（TBS）                           | 第0部（16時台）・第1部（17時台）『ニュースワイド』メインキャスター |
| 2017年4月     | 2019年9月     | ビビット（TBS）                        | ニュース雑学おじさん（特別MC）                                     |
| 2018年3月2日  | 現在          | キャッチ!（中京テレビ）                | 金曜日コメンテーター→不定期コメンテーター                          |

バラエティ・トーク・教養・特別番組・その他
- 北京オリンピック中継（日本テレビ、2008年8月）
- 誰だって波瀾爆笑 - MC（日本テレビ、2008年10月5日 - 2020年3月29日）
- 思い込みは一生の恥!クイズ本当にそれでいいんですね?（日本テレビ、2008年12月18日）
- 相模原市・政令指定都市に向けて（加山市長にインタビュー番組・テレビ神奈川、2009年3月22日）
- プレミアム8（人物）
  - 「野球と歩んだ73年・野村克也」 - インタビュアー（NHK-BSハイビジョン、2009年6月11日）
  - 「中古美品?〜赤瀬川原平 人生の楽しみ方〜」 - インタビュアー（NHKデジタル衛星ハイビジョン、2010年4月22日）
- オールスター感謝祭 超豪華!クイズ決定版 - 解答者（TBS、2009年10月3日・2010年4月3日・2017年4月8日）
- 乱!参院選2010（TBS、2010年7月11日）
- 一週間de資本論（NHK教育テレビ、2010年9月27日 - 9月30日）
- スパモク!!（TBS）
  - ドラフト緊急生特番!お母さんありがとう…母と子壮絶ドキュメント 運命の瞬間生中継（2010年10月28日）
  - ドラフト緊急生特番!お母さんありがとう…夢を追う母と子壮絶人生ドキュメント（2011年10月27日）
  - ドラフト緊急生特番!お母さんありがとう…夢を追う親と子壮絶人生ドキュメント（2012年10月25日）
- ふるさとエコ革命2010～地方発! 未来への贈りもの（TBS、2010年12月23日、NHK時代の後輩・久保純子と共同司会）
- 地球ドキュメント ミッション（NHK-BShi、2010年4月4日 - 2011年3月27日）
- 歴史仮想ミステリー if… 日本はこう動いた!（BS朝日、2012年1月8日）
- 100分de名著（NHK教育テレビ、2011年3月30日 - 2012年3月28日）
- 乱!総選挙2012（TBS、2012年12月16日）
- 埼玉政財界人チャリティ歌謡祭 - 司会（テレビ埼玉、年1回放送、2014年1月1日 - ）
- 諸説あり!（BS-TBS、2017年4月8日 - 2018年9月22日）

#### テレビドラマ
- 小さな巨人 - ゴーンバンクの顧問弁護士 五十嵐仁 （TBS、2017年4月 - 6月）
- 陸王（TBS、2017年） - 「メトロ電業」製造部長　南原

### 舞台
- READPIA朗読劇『風の聲 ～妖怪大戦争 外伝～』（ところざわサクラタウンジャパンパビリオン ホールA、2021年7月3日 - 4日） - 隠神刑部[13]

### ラジオ
- FMリクエストアワー(NHK北九州、福岡)
- ゴッドアフタヌーン アッコのいいかげんに1000回（ニッポン放送）（2007年4月7日）
- 土曜朝イチエンタ。堀尾正明+PLUS!（TBSラジオ、2008年10月4日 - 2017年3月25日）

### CM
- 日本マクドナルド「グランシリーズ」（2017年）[14]
- 味の素「グリナ」（2021年）

## 同期のアナウンサー
- 秋山浩志、井筒屋勝己、沖谷昇、品田公明、島田政男、清水紀雄、杉浦圭子、谷口聡、中村幸子（旧姓:岩本）、西村晃、畠山智之、宮本聖二、山田重光[15]。